# Kraftwerk
Kraftwerk är en tysk elektronisk musik-grupp från Düsseldorf i Västtyskland, bildad av Ralf Hütter och Florian Schneider 1970. Kraftwerks produktionsbolag heter Kling Klang Studio.
Några av gruppens mest kända låtar är "Autobahn" (1974), "Radioaktivität" (1975), "Trans Europa Express" (1977), "Das Modell" (1978), "Die Mensch-Maschine" (1978) och "Tour de France" (1983).
Kraftwerk anses vara pionjärer inom elektronisk musik och har under lång tid varit viktiga inspiratörer för en mängd musiker och genrer, däribland techno.

## Biografi

### Organisation och tidiga år (1967–1974)
Kraftwerk grundades ursprungligen av Ralf Hütter och Florian Schneider, vilka träffades sommaren 1967 på en musikimprovisationskurs, då de grundade bandet Organisation tillsammans med ett antal andra musiker. Bandet spelade in albumet Tone Float, som gavs ut av skivbolaget RCA 1969 och kom att spela på en mängd festivaler och liknande. I en övergångsperiod kallade de sig ibland för Organisation och ibland för Kraftwerk. Alfred Mönicks, en av bandets medlemmar, förklarade i en intervju att bandet kallade sig för Kraftwerk redan innan LP:n Tone Float spelades in, men att skivbolaget ansåg att det tyska namnet inte skulle fungera internationellt. I samma intervju berättar han även att Ralf Hütter och Florian Schneider ville att bandet skulle ge sig ut på en turné till USA och England, men att de andra medlemmarna i stället ville slutföra sina studier varför de hoppade av bandet.
Under namnet Kraftwerk spelade sedan Ralf Hütter och Florian Schneider, tillsammans med andra musiker in två album åren 1970 och 1971 med hjälp av Konrad Plank som producent. Dessa båda instrumentella och experimentella album gavs ut av skivbolaget Philips. Albumen kallades för Kraftwerk och Kraftwerk 2 och placerade gruppen i den av brittisk press myntade musikgenren krautrock.

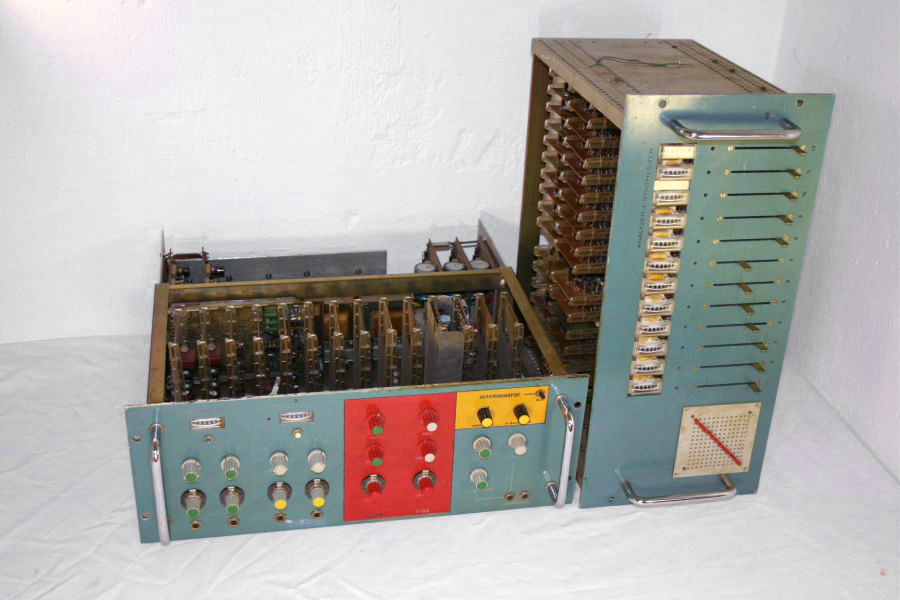
Hembyggd vocoder som Kraftwerk använde när de producerade albumet Ralf und Florian 1973.

På det första albumet samarbetade de med trummisarna Andreas Hohmann och Klaus Dinger, medan det bara var Ralf, Florian och Konrad Plank som producerade den senare.
År 1973 gav bandet, som numera framträdde som duo, ut albumet Ralf und Florian och i och med denna skiva närmade de sig en mer melodisk pop och de inkorporerade även en form av rudimentär sång i en av låtarna. Skivan Ralf und Florian kan också ses som startskottet för den image bandet i fortsättningen skulle arbeta med. Efter den långa Autobahn-turnén 1975 har Kraftwerk aldrig spelat någon av låtarna från sina tre första album på konserter[källa behövs]. Albumen har heller aldrig getts ut i någon officiell nyutgåva[källa behövs]. Ralf Hütter har i senare intervjuer menat att albumen inte innehåller riktigt Kraftwerk-material och kallar denna era för "arkeologisk". I oktober samma år som Ralf und Florian gavs ut tillfrågades bandet att göra ett framträdande för tv-programmet Aspekte i kanalen ZDF. För detta tillfälle hyrde de in slagverkaren Wolfgang Flür som i programmet gjorde sin debut med bandet.

### Kraftwerk (1974–2003)

#### Autobahn

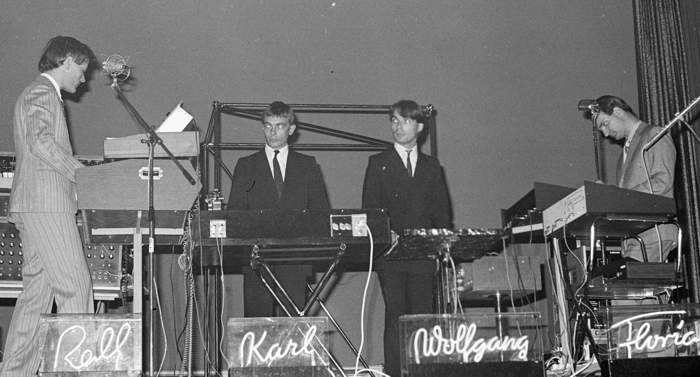
Kraftwerk under en konsert i Zürich den 3 oktober 1976 med den klassiska uppställningen Ralf Hütter, Karl Bartos, Wolfgang Flür och Florian Schneider.

Året därefter kom deras stilbildande album Autobahn, där Ralf Hütter, Florian Schneider och Wolfgang Flür förstärktes av musikern Klaus Röder på gitarr och fiol. Röder blev dock mycket kortvarig i bandet. Den av skivbolaget Philips nedkortade singelversionen av titelspåret "Autobahn" blev en stor försäljningssuccé vilket resulterade i att de 1975 gav sig ut på en världsturné. Till turnén hade bandet förstärkts med ytterligare en slagverkare, nämligen Karl Bartos, som i en intervju förklarar:

| ”              | Kraftwerk kärnduo, Ralf Hütter och Florian Schneider, ville ha en "stel" klassisk slagverkare för att visa upp det tyska arvet. Ingen popmusik, bara tysk klassisk- och elektronisk musik, baserad på Stockhausen, Schönberg och Wagner. Min professor, som inte kände till Kraftwerk, sa helt enkelt: "Karl, här är ett jobb." | „ |
| – Karl Bartos, | |   |

#### Album 1975–1978
Väl tillbaka efter den långa turnén började de spela in den dystopiska och mörka skivan Radioaktivität (engelsk titel Radio-Aktivity). Albumets tema kretsar kring radion som medium, radioaktivitet och kärnkraft. Singeln "Radioaktivität" blev en hit i Frankrike, och både albumet och singeln nådde plats ett på SNEP-listan. Senare genomförde de ett antal konserter 1976 i Europa, främst i Frankrike, Nederländerna och Storbritannien.
År 1977 gavs albumet Trans Europa Express ut (engelsk titel Trans-Europe Express). Albumets tydligaste tema kretsade de här gången kring tågresor genom Europa, och i huvudspåret på albumet omsjungs tåget Trans-Europ-Express. Men här finns även andra mer subtila teman, som exempelvis narcissism och kändisskap i låtar som "Schaufensterpuppen" och "The Hall of Mirrors".
Under 1978 gav de ut albumet Die Mensch-Maschine (engelsk titel The Man Machine). Albumtiteln beskriver, enligt Ralf Hütter själva essensen av bandet − samspelet mellan människa och maskin. Uttrycket, i en något annan språkdräkt förekom redan i pamfletten L'homme machine av läkaren Julien Offray de La Mettrie, som kom ut 1748, där han beskrev människokroppen utifrån ett maskinperspektiv.
Albumets tematik märks tydligast i titellåten "Die Mensch-Maschine" och i singeln Die Roboter. I förhållande till tidigare album var denna mindre experimentell och mer dansvänlig. På albumet finns singeln "Das Modell" som är en av gruppens mest kända låt, men som först 1981 blev singeletta i Storbritannien.

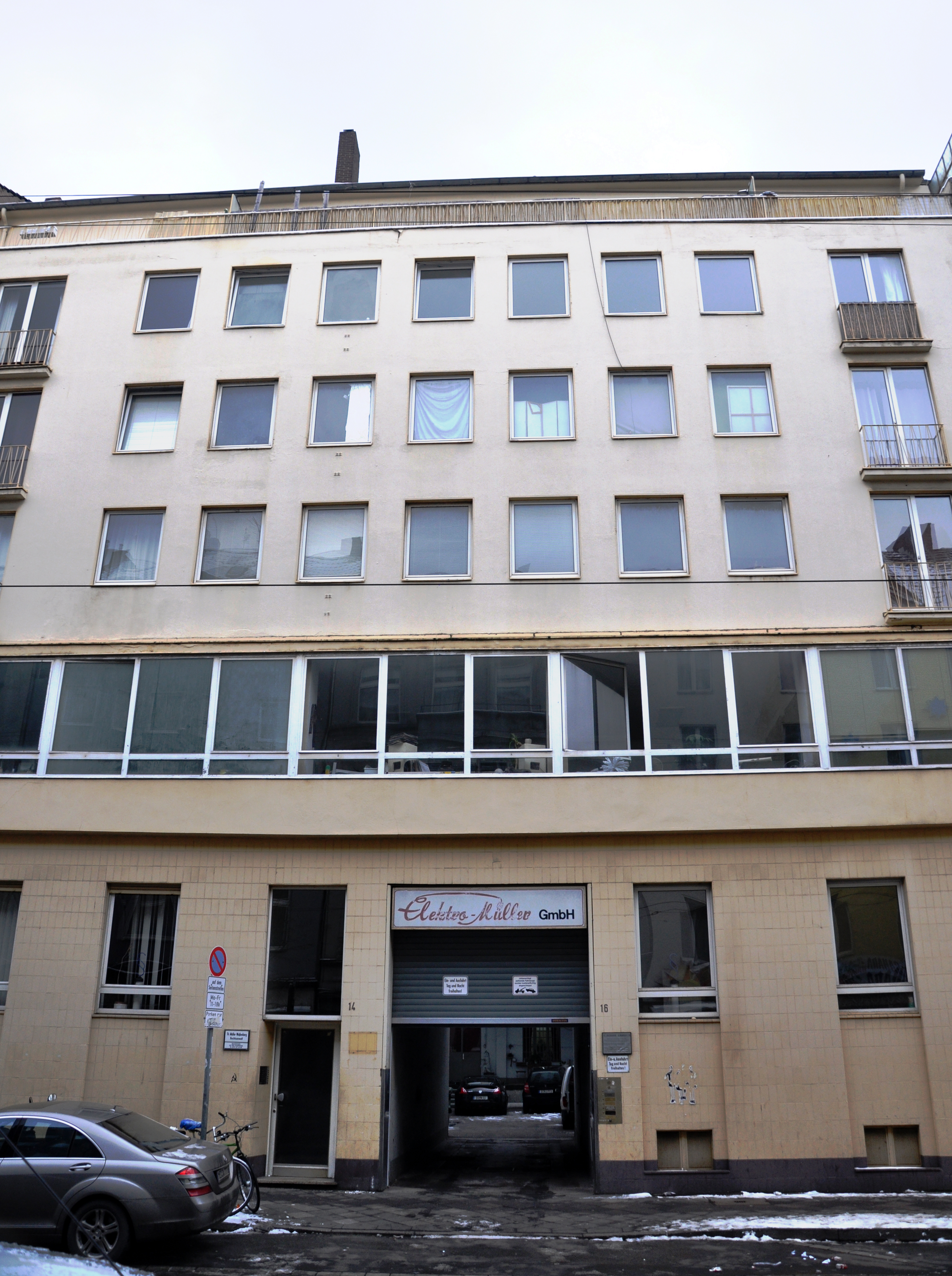
Under många år låg Kling Klang Studio på Mintropstrasse 16 i Düsseldorf. Idag finns studion på en annan adress.

#### 1980-talet
År 1981 gavs albumet Computerwelt ut (engelsk titel Computerworld) vars tematik kretsar kring möjligheterna som det datoriserade samhället för med sig, men även hotet att stora företag och institutioner ska kontrollera och registrera människan med hjälp av den nya tekniken. Albumet har blivit utsett till ett av de tio bästa EDM-albumen någonsin enligt Rolling Stone. De tre albumen Trans Europa Express, Die Mensch-Maschine och Computerwelt anses av många att vara höjdpunkten för bandets karriär.
År 1981 gav sig Kraftwerk även ut på sin andra stora världsturné. Till denna turné hade de byggt om sin studio så att merparten kunde transporteras i moduler vilket gjorde att de verkligen kunde spela sin musik live på scen. Det var på denna turné som bandet först uppträdde med sina i dag välkända "robotar" på scenen (se vidare Koncept och image). Till denna turné hade de även fått fyra specialdesignade TV-skärmar byggda av Sony som visade synkroniserade filmsekvenser under konserten. Turnén började med att bli försenad på grund av tekniska problem med denna synkronisering, men startade sedan i Italien. Turnén tog dem genom Europa, till USA, tillbaka till Europa, sedan till Asien, Australien, Indien och tillbaka till Europa där de spelade en mängd konserter i Tyskland.
År 1983 förekom det rykten om att Kraftwerk skulle ge ut ett nytt album, och reklammaterial för låtarna "Techno Pop" och "Sex Object" läckte (i väldigt olika versioner från Electric Cafe-albumet), tillsammans med visst visuellt material. Men skivan drogs tillbaka och gavs aldrig ut. Istället gav gruppen samma år ut singeln "Tour de France", som gavs ut på tyska och franska. Låten spelades in i en mängd olika versioner, vilka gavs ut på 7", 12" och kassett − bland annat bjöd Kraftwerk in producenten François Kevorkian att göra en remix.
År 1986 kom skivan Electric Cafe som till stora delar är baserad på materialet från albumet Technopop. I samlingsboxen Der Katalog som gavs ut i oktober 2009 bytte Kraftwerk albumtiteln till Technopop. Strax efter produktionen av Electric Cafe lämnade Wolfgang Flür bandet.

#### 1990-talet
När Kraftwerk släppte remixalbumet The Mix 1991, som är ett remixalbum med nyinspelade versioner av låtar från Autobahn och framåt, lämnade även Karl Bartos gruppen eftersom han tyckte att produktionstakten på Kling Klang Studio var för låg. Han startade först bandet Elektric Music med Lothar Manteuffel, men har sedan dess haft en solokarriär och släppt två album.
Luckorna efter Flür och Bartos fylldes först ut med Fritz Hilpert och Fernando Abrantes och med denna banduppställning gav de sig ut på sin tredje världsturné. Under pågående turné byttes dock Abrantes ut på scen mot Henning Schmitz som arbetat tillsammans med Kraftwerk som ljudtekniker sedan 1978.
Men efter turnén 1991 blev det ganska tyst kring bandet under flera år, utöver några enstaka konserter. Men i och med en konsert på dansmusikfestivalen Tribal Gathering 97 i Luton, Storbritannien så träder bandet in i en ny era. Under 1998 turnerade bandet återigen i USA och Japan, men även i Brasilien och Argentina. Under dessa konserter spelar bandet tre nya låtar, som dock aldrig har getts ut officiellt.
I juli 1999 släppte EMI återigen singeln "Tour de France", och nu även för första gången på CD. Singelns omslag hade nu förändrats där Flür och Bartos ansikten hade tagits bort. 1999 publicerade ex-medlem Flür sin självbiografi Ich war ein Roboter, vilket var den första inblicken i bandets historia som författats av någon av bandmedlemmarna. Senare engelskspråkiga utgåvor av boken fick titeln Kraftwerk: I Was a Robot.
År 1999 blev Kraftwerk även inbjudna av Expo 2000 i Hannover att göra en musikslinga som skulle fungera som en ljudsignatur. Kraftwerk skapade då en ljudslinga där en syntetisk röst sa Expo 2000 på sex olika språk. Resultatet blev inte vad organisatörerna hade tänkt sig och under en kort period fördes en medial debatt där vissa journalister anklagade Kraftwerk för att ha lurat arrangörerna på pengar med en så simpel ljudslinga. Men utifrån ljudslingan, och tematiken på Expo 2000 skapade Kraftwerk även en ny låt, "Expo 2000" som gavs ut som en maxisingeln i december 1999 och som innehöll fyra versioner av låten. Ungefär ett år senare, i december 2000 kom maxisingeln Expo 2000 remix ut med remixade versioner gjorda av olika artister som Underground Resistance, Orbital och François Kevorkian.

#### Fortsatta turnéer (efter 2003)
År 2003 gav Kraftwerk ut albumet Tour de France Soundtracks på temat cykling, kroppen och träning.
| ”              | Twenty years ago, in 1983, my friend Florian Schneider and me, we had the whole script for the album. The concept was there, and we started working on it. We ended up finishing the single, and then we went into other projects. Through that time, the script was always there, kind of like sleeping with us, but we did other technical things. Then last year, this came back when we played the concerts in Paris for the very first time with our new, updated Kraftwerk. | „ |
| – Ralf Hütter, | |   |

Singeln som nämns är "Tour de France" (1983) och den sista låten på detta album är just denna singel i en digitalt nyinspelad version.
Kraftwerk gav sig ut på sin fjärde stora världsturné 2004–2005 som 2005 resulterade i en liveskiva och en dubbel-dvd som de kallade för Minimum – Maximum.
År 2006 gjorde bandet ett antal festivalspelningar i Norge, Tjeckien, Spanien, Belgien, Italien och Tyskland, och 2008 genomförde bandet en mindre turné i USA där de bland annat framträdde på den stora utomhusfestivalen Coachella Music Festival i Kalifornien.
Under denna turné deltog inte Florian Schneider, utan med på scen fanns i stället Stefan Pfaffe som under ett flertal år arbetat med bandets videoprojektioner. Den 27 september 2008 gav Ralf Hütter en intervju för The New Zealand Herald om varför Florian Schneider var borta från konserterna 2008:
| ”             | Who is coming as Kraftwerk to New Zealand, because I see Florian hadn't played with Kraftwerk in Ireland recently? Ralf Hütter: Yes, he never likes touring so in the last years he is working on other projects, technical things. So we are travelling with our live set-up as on the last American tour and now Europe. We are me, Mr Henning Schmitz, Mr Fritz Hilpert and Mr Stefan Pfaffe who is programming visuals with us. | „ |
| – Ralf Hütter | |   |

I början av år 2009 gavs beskedet att Florian Schneider lämnade bandet, det är i dag ännu oklart varför han gjorde det.
Hütter hävdade i en intervju 2013 att anledningen var att Schneider efter att remastringen av gruppens tidigare album var klar beslutat sig för att koncentrera sig på sin forskning om syntetiskt tal.

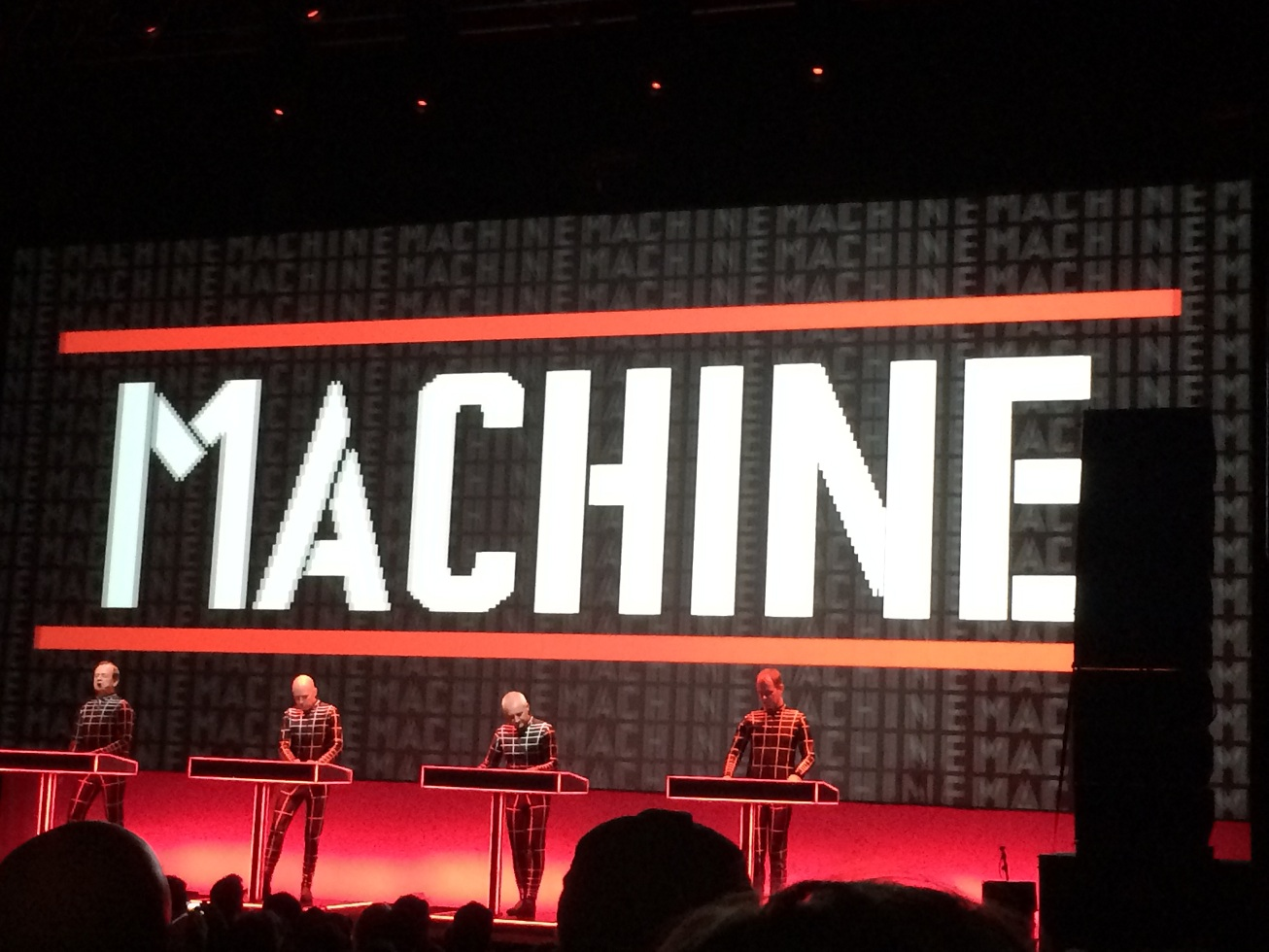
Kraftwerk live 2014.

År 2009 gav bandet ut en box som kallas för Der Katalog (engelsk titel The Catalogue), boxen innehåller alla Kraftwerks album i en remastrad version med medföljande bilder. En promoversion av Der Katalog gavs ut redan 2004.
Under en konsert i Düsseldorf den 11 januari 2012 var Stefan Pfaffe utbytt mot Falk Grieffenhagen som arbetat som Kraftwerks animatör och 3D-grafiker sedan 2008.
I april 2020 avled bandets medgrundare Florian Schneider.
Kraftwerks första uppträdande 2023 utmärktes av Fritz Hilperts avsaknad från scenen. Falk Grieffenhagen, som tidigare hade varit videotekniker, hade tagit över Hilperts roll. Grieffenhagens tidigare roll har nu givits till Georg Bongartz.

## Koncept och image
Kraftwerk har beskrivits som ett koncept snarare än ett band i vanlig mening: 
| ” | Kraftwerk är inte ett band. Det är ett koncept – "Die Mensch-Maschine", den mänskliga maskinen. Vi är inte bandet. Jag är jag. Ralf är Ralf. Kraftwerk är ett uttrycksmedel för våra idéer. | „ |

 – Florian Schneider 1975
Kraftwerk är influerade av estetiken i den modernistiska Bauhaus-rörelsen som såg konst som oskiljaktig från vardagliga funktioner.
Gruppen har alltid hyllat teknik och haft en sorts retrofuturistisk framtoning. Detta har genomsyrat enskilda låtar och hela album. De har sedan 1973, med bara kortare avbrott, samarbetat med bildkonstnären Emil Schult och tillsammans skapat en för Kraftwerk typisk design baserad på symboler, eller arketypiska bilder som Emil beskriver dem, som till exempel symbolen för radioaktivitet.

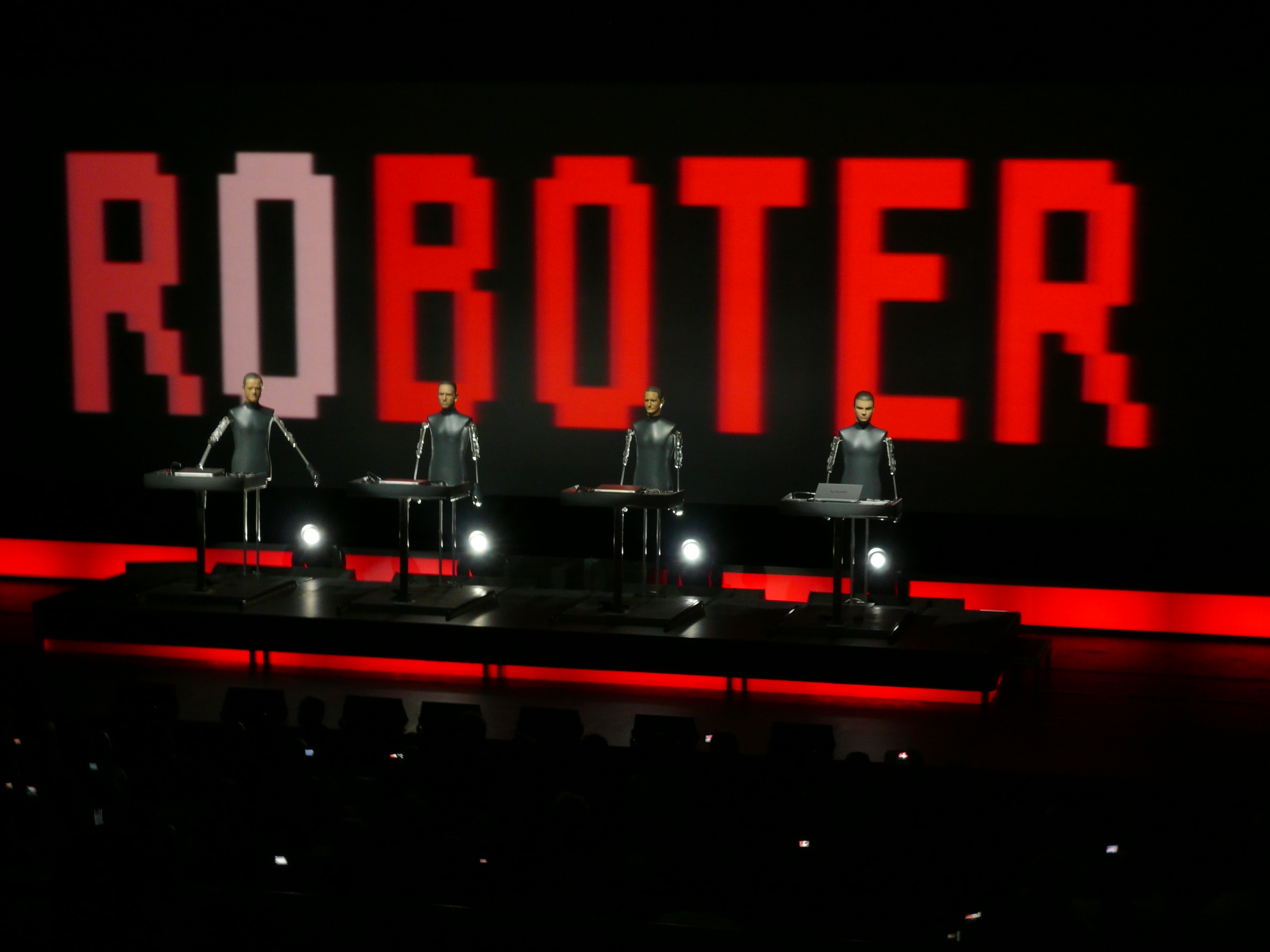
Kraftwerks robotar som uppträder under en konsert.

Redan under sin första världsturné 1975 beskrev media dem som stela, eleganta och korrekta. I både England och USA emottogs de av pressen med en sorts skräckblandad förtjusning och mer än en gång skrevs det om dem i ljuset av Tysklands historia med nazismen.
| ” | När bandet 1975 för första gången åkte på turné till Storbritannien var kritiken stundtals inte nådig. I The Melody Maker dömdes klangerna från Düsseldorf ut som ”ryggradslösa, känslolösa ljud utan variation och med ännu mindre smak…” En recension i NME året därpå var lika negativ – för att inte säga direkt främlingsfientlig – efter en konsert i The Roundhouse i London. Under rubriken ”Detta är vad våra fäder slogs för att rädda er ifrån” beskrevs bandet som ”skräp som flyter nedför en förorenad Rhen”. Den amerikanske kritikern Lester Bangs smög in associationer till Förintelsen i en text när han frågade om Kraftwerk kunde utgöra ”den slutgiltiga lösningen på musikproblemet. | „ |

I intervjuer har Ralf Hütter sagt att det var dessa kommentarer om deras stelhet som gjorde att de till skivan Trans-Europa Express spelade in låten "Showroom dummies" (på tyska "Schaufensterpuppen", det vill säga "skyltdockor") och på sin nästa skiva The Man-Machine (Die Mensch-Maschine) helt tog steget ut och spelade in låten "The Robots". Till lanseringen av The Man-Machine 1978 hade de konstruerat fyra stycken dockkopior av sig själva. Dessa dockor, som kallades för robotar, var helt orörliga skyltdockor och förutom att posera för pressen så kom de att dubblera gruppmedlemmarna på scen under låten "The Robots" under världsturnén 1981. I och med skivan The Mix och bandets tredje världsturné 1991 hade bandet uppdaterat skyltdockorna till fjärrstyrda mer robotliknande dockor med rörliga överkroppar och armar. De fyra robotarna utförde en sorts dans under låten "The Robots" och förekom allt mer i pressmaterial och videor. Det är dessa "robotar" som sedan har följt bandet åt och även förekommer på deras fjärde världsturné 2004–2005.
I en intervju 1981 sade Hütter att anledningen till att gruppen ofta klädde sig i svart på scen var att de gillade tyska stumfilmer och att det eftersom de var ganska bleka blev en fin kontrast. Samt att detta också var ett utslag av deras svarta humor.
Ralf Hütter och Florian Schneider har i alla år konsekvent undvikit att avslöja något om sig själva som privatpersoner. Deras offentliga framtoning sägs vara en slags personas influerad av den brittiska konstnärsduon Gilbert and George, som de såg en utställning med i 1970-talets början.

## Konserterna

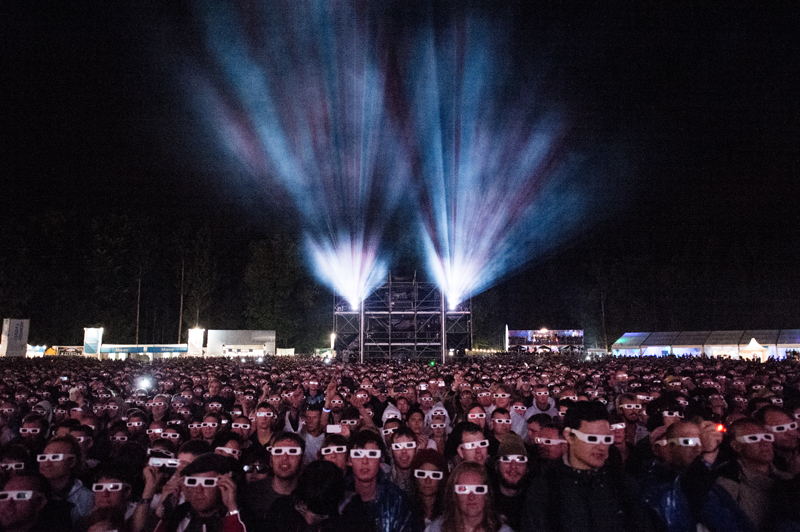
Publik som bär 3D-glasögon under en konsert.

Sedan tidigt 1970-tal har Kraftwerks konserter alltid bestått av fyra personer på scen. Ralf Hütter står alltid längst till vänster (sett från publiken) och så länge Florian Schneider var med i bandet stod han längst till höger. Redan tidigt började de med backdrops i form av diabilder som projicerades på en duk bakom bandet. Till turnén 1981 hade de fått fyra specialtillverkade videoskärmar av Sony där deras egenproducerade filmmaterial visades. Under denna turné och fram till 1990-talet hade de stora delar av Kling Klang Studion på scen i en V-formation. Sedan 2000-talet har de istället fyra podier som döljer deras datorer och andra digitala instrument, och de projicerar videomaterial i 3-D på duk bakom bandmedlemmarna. I dag spelar de låtmaterial från albumen Autobahn (1974) till och med Tour de France Soundtracks (2003) och har inte sedan turnén 1975–76 spelat material från de tre första albumen.
Bandet gjorde sig tidigt känt för att ibland lämna scenen och blanda sig med publiken medan den programmerade musiken spelade vidare.

## Konflikt med tidigare medlemmar
Efter att Wolfgang Flür och Karl Bartos lämnade Kraftwerk figurerade de båda ganska ofta i musikpressen och fick där svara på frågor om Kraftwerk. På grund av bandets restriktiva hållning till media blev detta den enda information som nådde ut angående varför de båda lämnat bandet och hur tiden med Kraftwerk hade varit. Detta resulterade i en ganska kylig relation mellan, å ena sidan Ralf Hütter och Florian Schneider och å andra sidan, Wolfgang Flür och Karl Bartos. När Wolfgang Flür skrev sin självbiografiska bok Ich war ein Roboter 1999 (engelsk titel I Was A Robot), om sin tid med bandet tog de kvarvarande Kraftwerk-medlemmarna boken till domstol och krävde att vissa bilder skulle tas bort och att vissa historiska påståenden skulle ändras eller tas bort. Parterna gjorde upp och i den senare engelska upplagan hade Wolfgang Flür gått Kraftwerk till mötes. Efter detta råder det någon form av tyst krig mellan parterna där ingen vill uttala sig om den andra annat än i korta kritiska ordalag. Ralf Hütter och Florian Schneider vidmakthåller i intervjuer att det alltid har varit de två som är Kraftwerk och att de alltid endast har samarbetat med andra musiker.

## Inflytande, samplingar och covers
Kraftwerk har varit stilbildande och inspirerat många andra artister genom åren. Bland andra David Bowie, Brian Eno, Giorgio Moroder och brittiska syntpopband som Depeche Mode, The Human League, Ultravox och Orchestral Manoeuvres in the Dark. De var också inspiration för amerikanska hiphopband som Afrika Bambaataa och för musikgenren som skulle komma att kallas techno, vilken kommer ursprungligen från detroit-techno. Enligt den japanska syntpopgruppen Yellow Magic Orchestra har Kraftwerk också varit en stor inspiration för dem.
Kraftwerk sägs vara den 38:e mest samplade musikgruppen i världen, med totalt 581 samplingar.
Det finns även en rad hyllningsalbum och mängder med covers på Kraftwerks låtar, enligt webbplatsen whosampled.com finns det 159 Kraftwerk-covers.

## Skivutgivning och språkversioner
Kraftwerk har hittills släppt tolv album varav ett är ett remixalbum och ett är ett livealbum. Från och med plattan Radioaktivität 1975 har Kraftwerk låtit göra olika konvolut för den tyska marknaden och för den engelskspråkiga marknaden och ibland även för exempelvis spanska och franska marknaden. På skivan Trans Europa Express spelade de dessutom in vissa av låtarna på olika språk beroende på var skivan skulle släppas. Exempelvis spelades låten Schaufensterpuppen in även på engelska och franska. Detta flerspråkiga koncept har de sedan dess fortsatt med och den låt som de sjungit in flest språkversioner av är Taschenrechner som de till och med har sjungit in i en japansk version av kallad Dentaku.

## Kuriosa
- Florian Schneider spelade tvärflöjt på albumet Nero in South America utgivet 1970 på skivbolaget Liberty med Klaus Doldingers band Paul Nero Sounds.
- Omslaget till den tyska gruppen Die Dominas 10" singel I bin a Domina från 1980 som bland annat innehåller låten Herr Ralfi und Herr Karl, är ritat av Ralf Hütter och Karl Bartos.
- Till myten hör att Ralf Hütter och Florian Schneider ska ha gått på en Karlheinz Stockhausen-konsert under inflytande av LSD.[40]

## Diskografi

### Album

#### Organisation(1970)
| År   | Album      |
| ---- | ---------- |
| 1970 | Tone Float |

#### Kraftwerk (1970–1973)
| År   | Album            |
| ---- | ---------------- |
| 1970 | Kraftwerk        |
| 1971 | Kraftwerk 2      |
| 1973 | Ralf und Florian |

#### Kraftwerk (1974–)
| Album | Album                      | Album                      |
| År    | Tysk Titel                 | Engelsk Titel              |
| ----- | -------------------------- | -------------------------- |
| 1974  | Autobahn                   | Autobahn                   |
| 1975  | Radioaktivität             | Radio-Activity             |
| 1977  | Trans Europa Express       | Trans-Europe Express       |
| 1978  | Die Mensch-Maschine        | The Man Machine            |
| 1981  | Computerwelt               | Computerworld              |
| 1986  | Electric Cafe              | Electric Cafe              |
| 1991  | The Mix                    | The Mix                    |
| 2003  | Tour de France Soundtracks | Tour de France Soundtracks |
| 2017  | 3-D The Catalogue          | 3-D The Catalogue          |

#### Livealbum (2005)
| År   | Album             |
| ---- | ----------------- |
| 2005 | Minimum – Maximum |

#### Der Katalog (2004–2009)
| Box  | Box                   | Box                   |
| År   | Tysk Titel            | Engelsk Titel         |
| ---- | --------------------- | --------------------- |
| 2004 | The Catalogue (Promo) | The Catalogue (Promo) |
| 2009 | Der Katalog           | The Catalogue         |

## Bandmedlemmar genom tiderna
Kraftwerk brukar anses vara en kvartett och har så varit sedan runt 1973. Trots att banduppställningen har verkat statisk har fler personer varit medlemmar i bandet än vad man skulle kunna tro. Bandets absoluta kärna har varit Ralf Hütter och Florian Schneider, men inte ens de har varit medlemmar under bandets alla skepnader. Hütter hoppade av bandet under en kort period i början av 1970-talet efter bandets första album för att slutföra sina arkitektstudier, men återförenades snart med Schneider igen för att göra det andra albumet, och i slutet av 2008 valde Schneider att lämna Kraftwerk och var borta fram till sin död 2020.
Konstnären, musikern, poeten och pedagogen Emil Schult spelade med bandet under en kort period 1971–1973. Men ännu viktigare var han som konstnär och textförfattare; han skapade flera av de mest kända skivomslagen, exempelvis till Autobahn, Radioaktivity, Trans Europa Express, Computerworld och Tour de France. Han var också viktig i skapandet av flera av albumkoncepten och skrev många av bandets mest kända låtar som "Radio-Aktivität", "Trans Europa Express" och "Das Modell". Efter turnén 1981 flyttade han till Bahamas och samarbetade inte med bandet under flera år. Mot senare delen av 1990-talet började han återigen arbeta tillsammans med dem.[källa behövs]
Här nedan följer en uppräkning av bandmedlemmar genom tiderna från att Ralf och Florian startade Organisation 1968:
| 1968–1971 Organisation (på LP:n Tone Float) - Ralf Hütter: hammondorgel. - Florian Schneider-Esleben: flöjt, elviolin, ljudeffekter. - Basil Hammoudi: slagverk, sång. - Butch Hauf: elbas. - Fred Monicks (eg. Alfred Mönicks): trummor. Andra medlemmar som även ingått i Organisation - Peter Martini (sax & oboe) - Mocky Djuliarso (bas) - Paul Lorenz - Charly Weiss Kraftwerk - Ralf Hütter: keyboard, elektroniska instrument. - Florian Schneider: flöjt, elektroniska instrument. Under denna period spelade Ralf och Florian med dessa musiker i olika formationer. - Eberhard Kranemann: elbas. - Thomas Lohmann: trummor. - Andreas Hohmann: trummor. - Charly Weiss: trummor. - Klaus Dinger: trummor. - Peter Schmidt: trummor. - Houschäng Nejadepour: gitarr. - Michael Rother: gitarr. - Dorothy Iannone: sång. 1971–1973 - Ralf Hütter: keyboard, elektroniska instrument. - Florian Schneider: flöjt, elektroniska instrument. Under denna period spelade de ibland tillsammans med. - Plato Riviera (eg. Plato Kostic): elbas. - Emil Schult: gitarr, elviolin. 1973–1974 - Ralf Hütter: keyboard, elektroniska instrument, sång. - Florian Schneider: flöjt, keyboard, elektroniska instrument, sång. - Klaus Röder: gitarr, elviolin. - Wolfgang Flür: slagverk. De fem album som bandet släppt fram till denna tidpunkt var alla producerade av Konrad "Conny" Plank och han hade stort inflytande över dessa album. | 1974–1989 - Ralf Hütter: keyboard, elektroniska instrument, sång. - Florian Schneider: keyboard, elektroniska instrument, sång. - Karl Bartos: synthtrummor, sång (Telephone Call). - Wolfgang Flür: synthtrummor. 1990 - Ralf Hütter: keyboard, elektroniska instrument, sång. - Florian Schneider: keyboard, elektroniska instrument, sång. - Karl Bartos: synthtrummor, sång. - Fritz Hilpert: synthtrummor, ljudeffekter. 1991 - Ralf Hütter: keyboard, elektroniska instrument, sång. - Florian Schneider: keyboard, elektroniska instrument, sång. - Fritz Hilpert: synthtrummor, ljudeffekter. - Fernando Abrantes: synthtrummor, ljudeffekter. 1991–2008 - Ralf Hütter: keyboard, elektroniska instrument, sång. - Florian Schneider: keyboard, elektroniska instrument, sång. - Fritz Hilpert: synthtrummor, ljudeffekter. - Henning Schmitz: synthtrummor, ljudeffekter. Från och med 2002 spelar alla fyra laptop (Sony Vaio) och keyboard. 2008–2012 - Ralf Hütter: keyboard, laptop, sång - Henning Schmitz: keyboard, laptop - Fritz Hilpert: keyboard, laptop - Stefan Pfaffe: keyboard, laptop, videotekniker 2013–2023 - Ralf Hütter: keyboard, laptop, sång - Henning Schmitz: keyboard, laptop - Fritz Hilpert: keyboard, laptop - Falk Grieffenhagen: keyboard, laptop, videotekniker 2023– - Ralf Hütter: keyboard, laptop, sång - Henning Schmitz: keyboard, laptop - Falk Grieffenhagen: keyboard, laptop - Georg Bongartz: keyboard, laptop, videotekniker |